# انریکو کوئن
انریکو کوئن (انگلیسی: Enrico Coen؛ زادهٔ ۲۹ سپتامبر ۱۹۵۷) یک دانشمند زیست‌شناس اهل بریتانیا است.